# Ismaël Koné
Ismaël Kenneth Jordan Koné (Abiyán, Costa de Marfil, 6 de junio de 2002) es un futbolista canadiense que juega como mediocampista en la U. S. Sassuolo Calcio de la Serie A.

## Trayectoria

### Inicios
Nació en Abiyán, Costa de Marfil. Se mudó a Canadá cuando era niño y creció en Montreal, donde jugó fútbol juvenil con el CS Saint-Laurent. Representó a Quebec en el Campeonato Canadiense Sub-17 de 2019. Fue a prueba a Bélgica con el K. R. C. Genk y el Royal Excel Mouscron, pero luego se vio obligado a regresar a Canadá debido a la pandemia de COVID-19, donde comenzó a entrenar con C. F. Montreal sub-23 y ganó una invitación a entrenar con el primer equipo en 2021.

### Club de Foot Montréal
Después de pasar unos meses entrenando con el Club de Foot Montréal, inicialmente incapaz de firmar un contrato debido a "algunos tecnicismos en las reglas de la MLS", Koné firmó oficialmente un contrato de dos años con dos años de opción el 13 de agosto de 2021. Sin embargo, al poco tiempo de firmar su contrato sufrió una lesión en la rodilla, lo que limitó su participación en los entrenamientos. Después de la temporada 2021, fue a entrenar con el club hermano del Montréal, Bologna Football Club 1909. Koné hizo su debut profesional y anotó su primer gol con el Montréal en la victoria por 3-0 contra el Club Santos Laguna el 23 de febrero de 2022, en la Liga de Campeones de la Concacaf 2022.

### Watford F. C.
El 5 de diciembre de 2022, después de su participación en la Copa Mundial 2022, el C. F. Montréal hizo oficial el traspaso del jugador al Watford F. C., integrándose al equipo inglés a partir del 1 de enero de 2023.
El 3 de julio de 2024, mientras se encontraba con su selección disputando la Copa América, se anunció su fichaje por el Olympique de Marsella. En sus primeros meses disputó nueve encuentros y el siguiente 3 de febrero fue cedido al Stade Rennes F. C. También fue prestado a la U. S. Sassuolo Calcio para la temporada 2025-26.

## Selección nacional
En marzo de 2022 fue llamado a la selección de fútbol de Canadá por primera vez.
Debutó internacionalmente en la derrota del 24 de marzo ante Costa Rica por 1-0 en el Estadio Nacional, ingresó al 79' por Cyle Larin.

### Participaciones en Copas América
| Torneo            | Sede           | Resultado     | Partidos | Goles |
| ----------------- | -------------- | ------------- | -------- | ----- |
| Copa América 2024 | Estados Unidos | Cuarto puesto | 5        | 1     |